# MKS MOS Interpromex Będzin w sezonie 2010/2011

## Drużyna

### Sztab
| Pierwszy trener   | Rafał Legień    |
| Drugi trener      | Paweł Sznicer   |
| Fizjoterapeuta    | Janusz Herpel   |
| Kierownik drużyny | Zbigniew Syguła |

### Zawodnicy
| Nr | Imię i nazwisko       | Data ur.   | Wzrost | Pozycja      |
| -- | --------------------- | ---------- | ------ | ------------ |
| 1  | Krzysztof Antosik     | 15.11.1987 | 199    | rozgrywający |
| 2  | Maciej Janikowski     | 30.08.1993 | 195    | przyjmujący  |
| 3  | Grzegorz Łata         | 09.04.1992 | 194    | środkowy     |
| 4  | Mateusz Mędrzyk       | 02.03.1988 | 194    | przyjmujący  |
| 5  | Marcin Kantor         | 03.02.1989 | 197    | przyjmujący  |
| 6  | Damian Miller         | 30.07.1986 | 194    | przyjmujący  |
| 7  | Przemysław Kasparek   | 28.01.1989 | 201    | środkowy     |
| 9  | Jakub Kaźmierski      | 07.04.1984 | 202    | środkowy     |
| 10 | Dariusz Syguła        | 03.04.1986 | 185    | rozgrywający |
| 11 | Bartosz Dzierżanowski | 05.09.1986 | 198    | środkowy     |
| 13 | Adam Łapuszyński      | 07.10.1986 | 197    | atakujący    |
| 14 | Michał Potera         | 06.03.1988 | 184    | libero       |
| 15 | Rafał Legień          | 24.10.1969 | 190    | przyjmujący  |
| 16 | Damian Zborowski      | 20.06.1988 | 195    | atakujący    |
| 18 | Arkadiusz Świechowski | 11.01.1987 | 205    | środkowy     |

## Transfery

### Przyszli
| Imię i nazwisko   | Poprzedni klub        |
| ----------------- | --------------------- |
| Jakub Kaźmierski  | MKS Orzeł Międzyrzecz |
| Krzysztof Antosik | Energetyk Jaworzno    |
| Grzegorz Łata     | MKS MOS II Będzin     |
| Maciej Janikowski | MKS MOS II Będzin     |

### Odeszli
| Imię i nazwisko     | W klubie od | Nowy klub                   |
| ------------------- | ----------- | --------------------------- |
| Bartosz Tomczyk     | 2009        |                             |
| Maciej Mędrzyk      | 2009        | Górnik Siemianowice Śląskie |
| Mateusz Leszczawski | 2007        | BBTS Bielsko-Biała          |

## Rozgrywki

### Liga - runda zasadnicza
| Data       | Przeciwnik                      | Wynik                                   | Miejsce                                 |
| ---------- | ------------------------------- | --------------------------------------- | --------------------------------------- |
| 25.09.2010 | Joker Rodło Piła                | 3:2 (26:24, 25:16, 22:25, 20:25, 16:14) | Hala Łagisza, Będzin                    |
| 02.10.2010 | Rajbud GTPS Gorzów Wielkopolski | 3:2 (25:22, 21:25, 26:24, 21:25, 18:16) | Hala ZSTiO, Gorzów Wielkopolski         |
| 09.10.2010 | BBTS Bielsko-Biała              | 1:3 (21:25, 25:18, 20:25, 16:25)        | Hala Łagisza, Będzin                    |
| 16.10.2010 | MKS Orzeł Międzyrzecz           | 1:3 (25:21, 25:27, 22:25, 24:26)        | Hala Łagisza, Będzin                    |
| 23.10.2010 | Stal AZS PWSZ Nysa              | 3:0 (25:23, 25:21, 25:20)               | Hala Łagisza, Będzin                    |
| 30.10.2010 | Ślepsk Suwałki                  | 1:3 (22:25, 22:25, 25:18, 23:25)        | Hala OSiR, Suwałki                      |
| 06.11.2010 | MCKiS PKE Energetyk Jaworzno    | 3:2 (27:25, 18:25, 21:25, 25:22, 15:11) | Hala Łagisza, Będzin                    |
| 13.11.2010 | Pekpol Ostrołęka                | 3:1 (25:21, 18:25, 25:22, 25:18)        | Hala im. A. Gołasia, Ostrołęka          |
| 20.11.2010 | SMS PZPS Spała                  | 3:0 (25:22, 25:10, 25:17)               | Hala Łagisza, Będzin                    |
| 27.11.2010 | Jadar Radom                     | 0:3 (22:25, 22:25, 23:25)               | Hala MOSiR, Radom                       |
| 04.12.2010 | Avia Świdnik                    | 3:1 (25:21, 25:23, 22:25, 25:23)        | Hala PZL, Świdnik                       |
| 11.12.2010 | Trefl Gdańsk                    | 0:3 (22:25, 19:25, 24:26)               | Hala Łagisza, Będzin                    |
|            |                                 |                                         |                                         |
| 18.12.2010 | Joker Rodło Piła                | 1:3 (21:25, 25:22, 24:26, 22:25)        | Hala MUKS, Piła                         |
| 08.01.2011 | BBTS Bielsko-Biała              | 3:1 (19:25, 25:23, 25:20, 25:23)        | Hala BBOSiR, Bielsko-Biała              |
| 12.01.2011 | Rajbud GTPS Gorzów Wielkopolski | 0:3 (22:25, 29:31, 21:25)               | Hala Łagisza, Będzin                    |
| 22.01.2011 | Stal AZS PWSZ Nysa              | 3:2 (19:25, 25:21, 25:16, 29:31, 15:12) | Hala sportowa AZS, Nysa                 |
| 29.01.2011 | Ślepsk Suwałki                  | 3:2 (27:25, 22:25, 20:25, 25:21, 15:9)  | Hala Łagisza, Będzin                    |
| 05.02.2011 | MCKiS PKE Energetyk Jaworzno    | 0:3 (24:26, 24:26, 23:25)               | Hala MCKiS, Jaworzno                    |
| 19.02.2011 | Pekpol Ostrołęka                | 2:3 (21:25, 25:22, 22:25, 25:20, 12:15) | Hala Łagisza, Będzin                    |
| 26.02.2011 | SMS PZPS Spała                  | 3:0 (25:17, 25:17, 25:20)               | Ośrodek Przygotowań Olimpijskich, Spała |
| 05.03.2011 | Jadar Radom                     | 1:3 (20:25, 23:25, 25:15, 19:25)        | Hala Łagisza, Będzin                    |
| 09.03.2011 | Avia Świdnik                    | 3:2 (23:25, 23:25, 25:23, 25:22, 15:7)  | Hala Łagisza, Będzin                    |
| 12.03.2011 | Trefl Gdańsk                    | 1:3 (22:25, 25:22, 17:25, 15:25)        | Hala MOSiR, Gdańsk                      |

### Puchar Polski
| Data       | Przeciwnik                   | Wynik                                   | Miejsce              |
| III runda  | III runda                    | III runda                               | III runda            |
| ---------- | ---------------------------- | --------------------------------------- | -------------------- |
| 13.10.2010 | Avia Świdnik                 | 3:2 (25:18, 25:23, 22:25, 18:25, 15:13) | Hala Łagisza, Będzin |
| IV runda   |                              |                                         |                      |
| 27.10.2010 | BBTS Bielsko-Biała           | 3:1 (25:22, 23:25, 25:18, 25:16)        | Hala Łagisza, Będzin |
| V runda    |                              |                                         |                      |
| 24.11.2010 | MCKiS PKE Energetyk Jaworzno | 2:3 (21:25, 25:23, 25:19, 22:25, 11:15) | Hala Łagisza, Będzin |
| 08.12.2010 | MCKiS PKE Energetyk Jaworzno | 1:3 (23:25, 25:22, 14:25, 22:25)        | Hala MCKiS, Jaworzno |

### Bilans spotkań
| Rozgrywki        | Ogólnie | Ogólnie | Ogólnie | Ogólnie | Ogólnie | U siebie | U siebie | U siebie | U siebie | U siebie | Na wyjeździe | Na wyjeździe | Na wyjeździe | Na wyjeździe | Na wyjeździe | Miejsce |
| Rozgrywki        | R       | W       | P       | Sety    | Sety    | R        | W        | P        | Sety     | Sety     | R            | W            | P            | Sety         | Sety         | Miejsce |
| ---------------- | ------- | ------- | ------- | ------- | ------- | -------- | -------- | -------- | -------- | -------- | ------------ | ------------ | ------------ | ------------ | ------------ | ------- |
| runda zasadnicza | 23      | 12      | 11      | 44      | 48      | 12       | 6        | 6        | 23       | 26       | 11           | 6            | 5            | 21           | 22           | 9.      |
| puchar           | 4       | 2       | 2       | 9       | 9       | 3        | 2        | 1        | 8        | 6        | 1            | 0            | 1            | 1            | 3            | V r.    |
| Razem            | 27      | 14      | 13      | 53      | 57      | 15       | 8        | 7        | 31       | 32       | 12           | 6            | 6            | 22           | 25           |         |